# Esta boca es mía
Esta boca es mía è il nono album in studio del cantautore spagnolo Joaquín Sabina, pubblicato nel 1994.

## Tracce
1. Esta noche contigo
2. Por el bulevar de los sueños rotos
3. Incluso en estos tiempos
4. Siete crisantemos
5. Besos con sal
6. Ruido
7. El blues de lo que pasa en mi escalera
8. Como un explorador
9. Mujeres fatal
10. Ganas de...
11. La casa por la ventana
12. Más de cien mentiras
13. Esta boca es mía